# Constanza Geiger
Constanza Geiger (en alemán, Constanze Geiger) (Viena, 16 de octubre de 1835 - París, 24 de agosto de 1890) fue una pianista, actriz, compositora y cantante austríaca. El 1 de enero de 2025, con su obra Fernandus-Walzer (1848) fue la primera mujer compositora incluida en el programa  del Concierto de Año Nuevo de la Orquesta Filarmónica de Viena, en los 85 años de historia del mismo.

## Biografía
Era hija del compositor José Geiger (1810-1861) y de la modista de la corte Teresa Rziha (1804-1865). Desde su infancia se percibió que había heredado el talento musical de su padre. Tras recibir lecciones de piano de su padre y de los profesores J.W. Tomaschek y Simon Sechter, debutó a los seis años como concertista de piano. A los nueve años ya componía y a los 13 años, en 1848, subió por primera vez a un escenario como actriz. A lo largo de su vida nunca aceptó un contrato estable, sino que se trató de apariciones puntuales o cortas en el escenario. 
La obra musical "Elisabethen-Vermarshungsmarsch" compuesta por Constanza a la edad de solo 18 años, se escuchó por primera vez el 21 de abril de 1854, cuando la duquesa Isabel en Baviera, la futura emperatriz de Austria (que pasaría a la historia como Sisi), paró en Nussdorf camino de su boda, que tuvo lugar dos días después en Viena.
El 23 de abril de 1862 se casó con el Príncipe Leopoldo de Sajonia-Coburgo y Gotha. Con ocasión de su matrimonio fue titulada baronesa de Ruttenstein por Ernesto II de Sajonia-Coburgo-Gotha. Tras su boda, se retiró por completo del escenario y vivió con su familia en el castillo Radmeric. Sus composiciones para música de cámara e iglesia continuaron siendo interpretadas. Después de la muerte de su esposo, ella se mudó a París.
Sus valses fueron interpretados repetidamente por la familia Strauss.

## Matrimonio y descendencia
El 21 de abril de 1861, en la Schottenkirche de Viena, contrajo matrimonio morganático con el príncipe Leopoldo de Sajonia-Coburgo-Gotha. En 1860, antes de contraer matrimonio habían tenido un hijo: Francisco, barón de Ruttenstein, que moriría en 1869.

## Composiciones (selección)
- 4 Valses, op. 3 (1845)
- Preghiera
- Ave Maria (1846)
- Duettino (for tenor and bass)
- Frühlings-Träume Walzer, op. 8 (1847)
- Abschieds-Walzer, op. 9 (1848)
- Ferdinandus-Walzer (1848)
- Das Fuchslied als Trauermarsch (1849)
- Radetzky Marsch, op. 14, no. [3]
- Sehnsucht (Romanze), op. 15 (1850)
- Carlsklänge (Walzer)
- Franz Joseph-Marsch, op. 19 (1852)
- Ein Volkswalzer, op. 22a
- Nandl-Polka, op. 22b (1852)
- Elisabethen-Vermählungsmarsch (1854)
- Lanckoronsky-Marsch, op. 24
- Chinesen-Polka, op. 26
- Unbefriedigte Sehnsucht (Nocturne), op. 27 (1856)
- Herzklopfer-Walzer, op. 29 (1856)
- 'Kennst du meine Leiden?' (Nocturne), op. 30 (1856)
- 3 Nocturnes (1859)
- Kaiser-Einzugs-Marsch (1862)
- Offertorium (1873)

## Reconocimientos póstumos
En 2024 el violinista austríaco Raimund Lissy publicó una biografía de Constanze Geiger titulada Es liegt ein eigener Zauber in diesem Wunderkinde! Constanze Geiger – Komponistin, Pianistin, Schauspielerin aus Wien. (Hay su propia magia en ese prodigio!" Constanze Geiger - compositora, pianista y actriz de Viena).
En diciembre de 2024 la Orquesta Filarmónica de Viena incorporó el Fernandus-Walzer de Geiger en su programa para el concierto  de Año Nuevo de 2025 dirigido por Riccardo Muti. Geiger se convirtió así en la primera mujer compositora en ser incluida en el programa de este concierto en los 85 años de historia. La pieza fue compuesta por esta compositora contemporánea de Johann Strauss cuando tenía 12 años.